# Lanny McDonald

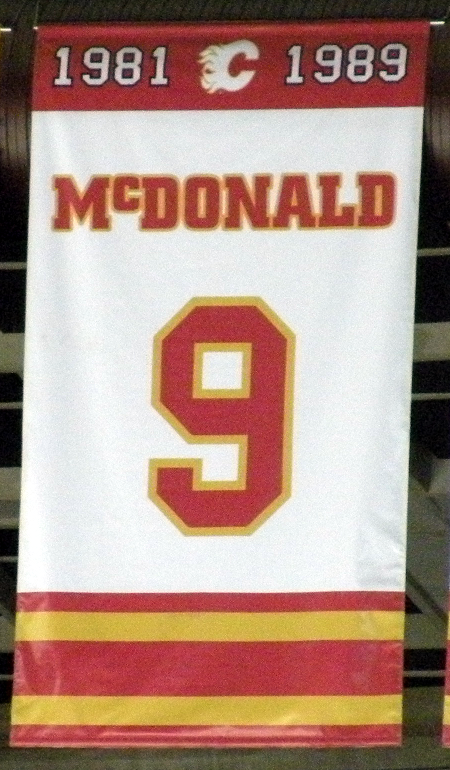
Lanny McDonalds #9 i taket inuti Scotiabank Saddledome i Calgary.

Lanny King McDonald, född 16 februari 1953 i Hanna, Alberta, är en kanadensisk före detta professionell ishockeyspelare. Han vann Stanley Cup med Calgary Flames 1988–89 och är invald i Hockey Hall of Fame.

## Karriär
Lanny McDonald började sin NHL-karriär 1973 med Toronto Maple Leafs där han började förhållandevis blygsamt. Under sin tredje säsong i NHL kom genombrottet med 93 poäng. Han hade efter denna säsong tre raka säsonger med 40 mål eller mer.
Efter strul med Toronto-ledningen blev McDonald 1980 bortbytt till bottenlaget Colorado Rockies. Han spelade drygt två år i Denver-laget innan det var dags att flytta igen, den här gången hamnade han i Calgary Flames. Säsongen 1982–83 kom McDonald att ösa in mål. Det blev totalt 66 mål och 98 poäng.
McDonald spelade med Calgary Flames fram till och med säsongen 1988–89 då han avslutade sin karriär med att vinna Stanley Cup. Han gjorde sitt enda mål i slutpspelet det året i den allra sista matchen.
Lanny McDonald kom under sin allra sista säsong över ett antal drömgränser. Dels gjorde han sitt 500:e mål och han lyckades även assistera fram sin 500:e assist och nå 1000 poäng.
McDonald är också berömd för sin ikoniska valrossmustasch.
Sedan 2015 är han ordförande av Hockey Hall of Fame.

## Statistik

### Klubbkarriär
| 1969–70    | Lethbridge Sugar Kings | AJHL       | 34   | 2   | 9   | 11   | 19  |     |    |    |    |     |
| 1970–71    | Lethbridge Sugar Kings | AJHL       | 45   | 37  | 45  | 82   | 56  |     |    |    |    |     |
| 1970–71    | Calgary Centennials    | WCHL       | 6    | 0   | 2   | 2    | 6   | —   | —  | —  | —  | —   |
| 1971–72    | Medicine Hat Tigers    | WCHL       | 68   | 50  | 64  | 114  | 54  | —   | —  | —  | —  | —   |
| 1972–73    | Medicine Hat Tigers    | WCHL       | 68   | 62  | 77  | 139  | 84  | —   | —  | —  | —  | —   |
| 1973–74    | Toronto Maple Leafs    | NHL        | 70   | 14  | 16  | 30   | 43  | —   | —  | —  | —  | —   |
| 1974–75    | Toronto Maple Leafs    | NHL        | 64   | 17  | 27  | 44   | 86  | 7   | 0  | 0  | 0  | 2   |
| 1975–76    | Toronto Maple Leafs    | NHL        | 75   | 37  | 56  | 93   | 70  | 10  | 4  | 4  | 8  | 4   |
| 1976–77    | Toronto Maple Leafs    | NHL        | 80   | 46  | 44  | 90   | 77  | 9   | 10 | 7  | 17 | 6   |
| 1977–78    | Toronto Maple Leafs    | NHL        | 74   | 47  | 40  | 87   | 54  | 13  | 3  | 4  | 7  | 10  |
| 1978–79    | Toronto Maple Leafs    | NHL        | 79   | 43  | 42  | 85   | 32  | 6   | 3  | 2  | 5  | 0   |
| 1979–80    | Toronto Maple Leafs    | NHL        | 35   | 15  | 15  | 30   | 10  | —   | —  | —  | —  | —   |
| 1979–80    | Colorado Rockies       | NHL        | 46   | 25  | 20  | 45   | 43  | —   | —  | —  | —  | —   |
| 1980–81    | Colorado Rockies       | NHL        | 80   | 35  | 46  | 81   | 56  | —   | —  | —  | —  | —   |
| 1981–82    | Colorado Rockies       | NHL        | 16   | 6   | 9   | 15   | 20  | —   | —  | —  | —  | —   |
| 1981–82    | Calgary Flames         | NHL        | 55   | 34  | 33  | 67   | 37  | 3   | 0  | 1  | 1  | 6   |
| 1982–83    | Calgary Flames         | NHL        | 80   | 66  | 32  | 98   | 90  | 7   | 3  | 4  | 7  | 19  |
| 1983–84    | Calgary Flames         | NHL        | 65   | 33  | 33  | 66   | 64  | 11  | 6  | 7  | 13 | 6   |
| 1984–85    | Calgary Flames         | NHL        | 43   | 19  | 18  | 37   | 36  | 1   | 0  | 0  | 0  | 0   |
| 1985–86    | Calgary Flames         | NHL        | 80   | 28  | 43  | 71   | 44  | 22  | 11 | 7  | 18 | 30  |
| 1986–87    | Calgary Flames         | NHL        | 58   | 14  | 12  | 26   | 54  | 5   | 0  | 0  | 0  | 2   |
| 1987–88    | Calgary Flames         | NHL        | 60   | 10  | 13  | 23   | 57  | 9   | 3  | 1  | 4  | 6   |
| 1988–89    | Calgary Flames         | NHL        | 51   | 11  | 7   | 18   | 26  | 14  | 1  | 3  | 4  | 29  |
| NHL totalt | NHL totalt             | NHL totalt | 1111 | 500 | 506 | 1006 | 899 | 117 | 44 | 40 | 84 | 120 |

### Internationellt
| År     | Lag    | Turnering | Matcher | Mål | Assists | Poäng | Utv. |
| ------ | ------ | --------- | ------- | --- | ------- | ----- | ---- |
| 1976   | Kanada | CC        | 5       | 0   | 2       | 2     | 0    |
| 1981   | Kanada | VM        | 8       | 3   | 0       | 3     | 4    |
| Totalt | Totalt | Totalt    | 13      | 3   | 2       | 5     | 4    |